# Mike Hanke
Mike Hanke (* 5. November 1983 in Hamm) ist ein ehemaliger deutscher Fußballspieler.
Von 2002 bis 2014 bestritt er für den FC Schalke 04, für den VfL Wolfsburg, für Hannover 96, für Borussia Mönchengladbach und für den SC Freiburg insgesamt 284 Spiele in der Fußball-Bundesliga, in denen er 57 Tore erzielte. Des Weiteren absolvierte Hanke zwölf Einsätze für die deutsche Nationalmannschaft und nahm an der Weltmeisterschaft 2006 teil, bei der er mit der Nationalmannschaft den dritten Platz belegte.

## Vereinskarriere

### Jugend/Zweite Mannschaft
Hanke begann mit dem Fußballspielen 1989 beim TuS 1910 Wiescherhöfen; 1996 wechselte er zur Hammer SpVg. Nach einer Zwischenstation beim VfL Bochum wechselte er 2000 als 17-Jähriger zum FC Schalke 04. Am 16. September 2001 kam Hanke erstmals bei der Amateurmannschaft in der Oberliga Westfalen in einer Partie des 8. Spieltages gegen die DJK TuS Hordel zum Einsatz, in dem er sein erstes Tor in der 89. Minute zum 4:2-Endstand erzielte. In allen vier Spielzeiten bei den Schalker Profis wurde er parallel auch in der Zweiten Mannschaft der Knappen eingesetzt.

### Profi

#### Stationen in Schalke, Wolfsburg und Hannover
In der Bundesliga absolvierte Hanke sein erstes Spiel am 4. Mai 2002 (34. Spieltag) bei der 1:2-Niederlage gegen den VfL Wolfsburg, als er in der 78. Minute für Youri Mulder eingewechselt wurde. Zur Saison 2005/06 holte der damalige Manager des VfL Thomas Strunz Hanke zum VfL Wolfsburg. Zur Saison 2007/08 wechselte er zum Bundesligakonkurrenten Hannover 96, bei dem er einen Vertrag bis 2011 unterschrieb.

#### Borussia Mönchengladbach
In der Winterpause der Saison 2010/11 wechselte Hanke zu Borussia Mönchengladbach. Hatte er bis zur Winterpause für Hannover 96 nur einige Einsätze nach Einwechslungen verbuchen können, so blieb für ihn zunächst auch im Borussia-Park meist die Rolle des Ergänzungsspielers. Am vorletzten Spieltag erzielte er sein erstes Saisontor für die Borussia. Sein Treffer zum 1:0 zehn Minuten vor Ende der Partie gegen den SC Freiburg und seine Vorlage zum 2:0-Endstand zwei Minuten später durch Marco Reus ließ Borussia Mönchengladbach erstmals nach 24 Spieltagen wieder die direkten Abstiegsränge verlassen. Den 16. Tabellenplatz gab die Borussia zum Saisonfinale nicht mehr aus der Hand und erreichte somit die Relegationsspiele gegen den Zweitliga-Drittplatzierten VfL Bochum am 19. und 25. Mai 2011, in denen man die Klasse hielt. Hanke war 2012 und 2013 maßgeblich am Wiedererstarken der Gladbacher Borussia beteiligt. Er entwickelte sich zum kongenialen Partner von Reus und er prägte mit Arango, Herrmann und Reus die „Borussia Barcelona“-Spielweise, den schnellen und überaus erfolgreichen One-Touch-Fußball.
In der mit dem vierten Platz erfolgreichen Saison 2011/12 war Hanke mit acht Treffern neben Marco Reus der torgefährlichste Spieler der Borussia.

#### SC Freiburg
Ende Februar 2013 kündigte Borussia Mönchengladbach an, den zum Saisonende auslaufenden Vertrag mit Hanke nicht zu verlängern, da laut Trainer Lucien Favre die Stürmerposition mit Luuk de Jong und anderen jüngeren Spielern ausreichend besetzt sei. Daraufhin wechselte Hanke für die Saison 2013/14 zum Ligakonkurrenten SC Freiburg. Seinen ersten Treffer für den SC erzielte er am ersten Spieltag bei der 1:3-Niederlage gegen Bayer 04 Leverkusen. Obwohl Hankes Vertrag in Freiburg noch bis 30. Juni 2016 Gültigkeit hatte, ließ man ihn vorzeitig gehen, da er in den Planungen des Vereins keine Berücksichtigung mehr fand.

#### Guizhou Renhe
Beim chinesischen Erstligisten Guizhou Renhe erhielt er Anfang Juli 2014 einen bis Ende 2015 gültigen Vertrag. Er spielte dort gemeinsam mit Zvjezdan Misimović, der bis 2010 in der Bundesliga spielte. Sein Debüt gab Hanke am 20. Juli 2014 (15. Spieltag) bei der 0:4-Niederlage im Auswärtsspiel gegen Harbin Yiteng. Sein erstes Tor in der Chinese Super League erzielte er am 24. August 2014 (5. Spieltag) beim 3:1 im Heimspiel gegen Henan Jianye mit dem Treffer zum 2:1 in der 78. Minute. Nach wenigen Monaten wurde sein Vertrag wieder aufgelöst und Hanke war vereinslos. Im Dezember 2014 beendete er seine sportliche Laufbahn.

### Comeback
Im Februar 2018 schloss Hanke sich seinem Jugendverein TuS 1910 Wiescherhöfen in der Landesliga Westfalen – Staffel 3 an.

## Nationalmannschaft
Sein erstes Länderspiel für die deutsche Fußballnationalmannschaft bestritt der Stürmer, der beim Konföderationen-Pokal 2005 als Ersatzmann für den verletzten Miroslav Klose eingesetzt wurde, am 8. Juni 2005 über 29 Minuten beim 2:2-Unentschieden gegen Russland in Mönchengladbach. Sein einziges Länderspieltor schoss er am 18. Juni 2005 beim 3:0-Sieg gegen die Mannschaft von Tunesien in Köln in insgesamt drei Minuten Spielzeit. Im Spiel um Platz 3 am 29. Juni 2005, bei dem er erstmals von Spielbeginn an teilnahm, wurde er in der 53. Spielminute wegen groben Foulspiels gegen Carlos Salcido, Spieler der mexikanischen Nationalmannschaft, des Platzes verwiesen. Er war damit für die ersten zwei Spiele der Fußball-Weltmeisterschaft 2006 in Deutschland, für die er am 15. Mai 2006 von Jürgen Klinsmann nominiert wurde, gesperrt. Zu seinem einzigen WM-Einsatz kam er als Einwechselspieler im Spiel um Platz 3, das die deutsche Mannschaft gegen Portugal mit 3:1 gewann. Sein letztes Länderspiel absolvierte er am 17. November 2007 in der Qualifikation zur Europameisterschaft 2008 gegen Zypern.

## Titel und Erfolge
- DFB-Pokal: Sieger 2002 mit dem FC Schalke 04
- UEFA Intertoto Cup: Sieger 2003 und 2004 mit dem FC Schalke 04
- Konföderationen-Pokal: Platz 3 2005 mit der deutschen A-Nationalmannschaft
- Fußball-Weltmeisterschaft 2006: Platz 3 mit der deutschen Nationalmannschaft
- DFB-Jugend-Kicker-Pokal: Sieger 2002 mit dem FC Schalke 04
- Tor des Monats April 2004: Das 2:3 gegen Bayer 04 Leverkusen (Endstand: 2:3)

## Sonstiges
Hanke gelang am 17. April 2004 ein kurioses Tor: Er traf aus dem Anstoßkreis im Heimspiel seines Vereins FC Schalke 04 gegen Bayer 04 Leverkusen. Bayer-Torhüter Hans Jörg Butt war noch auf dem Rückweg von einem selbst verwandelten Elfmeter für Leverkusen und hatte nicht bemerkt, dass das Spiel schon freigegeben war. Hankes Treffer wurde zum Tor des Monats April 2004 gewählt.
Hanke ist allergisch gegen Rasen und litt nach jedem Spiel unter Pusteln und Hautreizungen.
Er heiratete seine langjährige Freundin Jenny am 17. Dezember 2012. Er hat mit ihr eine Tochter und einen Sohn.
Hanke ist Investor und Gesellschafter von tivela.com – einem Fußball-Lifestyleportal für Profifußballspieler, Fans und Marken. An dem Projekt ist außerdem der ehemalige Bundesligaprofi Thorben Marx sowie ihr gemeinsamer Geschäftspartner Sven Wenzel beteiligt.